# Armoriale dei comuni della provincia di Barletta-Andria-Trani
Questa pagina contiene le armi (stemmi e blasonature) dei comuni della provincia di Barletta-Andria-Trani.
| Stemma | Comune e blasonatura | Gonfalone e/o bandiera |
| ------ | --- | ---------------------- |
|        | Andria D'azzurro, al leone coronato all'antica d'oro, lampassato di rosso, rampante ad un ramo di quercia reciso, al naturale D.C.G del 20 maggio 1930 Gonfalone: drappo di azzurro… R.D. dell'11 dicembre 1933, RR.LL.PP. del 3 agosto 1934 |                        |
|        | Barletta D'argento, a quattro burelle di rosso, sovrastato da una corona turrita e circondato da due rami di quercia e di alloro, annodati da un nastro dai colori nazionali. Ornamenti esteriori da Città D.C.G del 9 marzo 1935 Gonfalone: Drappo rettangolare a forma di bandiera, di colore bianco, frangiato d'oro, caricato dello stemma comunale sopra descritto; il drappo attaccato ad un'asta di metallo sormontata da una freccia dorata con lo stemma del Comune. Nel drappo l'iscrizione centrata in oro: "Città di Barletta". Nastri e cravatta, tricolorati dai colori nazionali, frangiati d'oro D.C.G del 9 marzo 1935 |                        |
|        | Bisceglie Di rosso alla quercia d'oro; timbrato da una corona reale D.C.G. del 13 gennaio 1937 Gonfalone: Drappo di colore bianco bordato d'oro al palo sinistrato di rosso attraversato dalla banda abbassata dello stesso, caricato dello stemma D.C.G. del 13 gennaio 1937 |                        |
|        | Canosa di Puglia Partito: nel PRIMO d'azzurro, alla banda d'argento accompagnata da sei gigli d'oro (3,3) col lambello di tre pendenti di rosso nel capo; nel SECONDO di rosso alla croce d'oro accantonata da quattro crocette il tutto d'oro D.C.G dell'11 agosto 1934 Gonfalone: Drappo partito di rosso e di azzurro... D.C.G dell'11 agosto 1934 |                        |
|        | Margherita di Savoia D'azzurro, alla margherita al naturale, gambuta e fogliata di verde: Motto: « PLUS SALIS QUAM SUMPTUS » R.D. del 22 settembre 1927, RR.LL.PP. del 10 febbraio 1928 Gonfalone: Drappo di colore azzurro riccamente ornato di ricami d'argento caricato dello stemma comunale con l'iscrizione centrata in argento: Comune di Margherita di Savoia R.D. del 20 novembre 1933, RR.LL.PP. del 10 aprile 1936 |                        |
|        | Minervino Murge D'azzurro, alla Dea Minerva, armata di elmo, corazza, scudo e lancia d'argento, clamidata di rosso accompagnata da civetta nel cantone destro della punta D.C.G del 12 luglio 1935 Gonfalone: Drappo di colore azzurro, ornato con ricami d'argento, caricato dello stemma del Comune, con iscrizione centrata in argento "COMUNE DI MINERVINO MURGE". L'asta verticale ricoperta di velluto azzurro con bullette d'argento poste a spirale e sulla freccia lo stemma del Comune. Nastri e cravatta tricolorati dai colori nazionali frangiati d'argento D.C.G del 12 luglio 1935 |                        |
|        | San Ferdinando di Puglia D'azzurro, alla capanna fondata sulla campagna erbosa, addestrata da un olivo e da piante di vite, il tutto nodrito sulla campagna ed al naturale; la capanna sormontata a destra da un giglio d'argento, a sinistra da una stella d'oro, posta in sbarra, raggiata dello stesso nella parte inferiore e coi raggi diretti verso la capanna. Lo scudo sarà sormontato da un cerchio di muro d'oro, aperto di quattro porte, sormontato da nove merli dello stesso, uniti da muracciuoli d'argento R.D. del 20 luglio 1899, RR.LL.PP. dell'11 settembre 1899 Gonfalone: Drappo troncato, di bianco e d'azzurro, riccamente ornato di ricami d'argento e caricato dello stemma comunale con l'iscrizione centrale in argento: COMUNE DI SAN FERDINANDO DI PUGLIA. Le parti di metallo ed i cordoni saranno argentati. L'asta verticale sarà ricoperta di velluto dei colori del drappo, alternati con bullette argentate poste a spirale .Nella freccia sarà rappresentato lo stemma del comune e sul gambo inciso il nome. Cravatta e nastri tricolorati dai colori nazionali frangiati d'argento D.P.R. del 26 marzo 1975 |                        |
|        | Spinazzola Lo stemma raffigura una torre ed un pino in campo bianco ed un declivo, il tutto sormontato da una corona. Gonfalone: Drappo di bianco... Descrizione araldica dello stemma concesso, ma mai in uso: D'azzurro alla torre fiancheggiata da due palmizi, il tutto al naturale e terrazzato di verde. Ornamenti esteriori da Comune D.C.G del 24 ottobre 1936 (concessione di gonfalone con R.D. del 21 dicembre 1936, RR.LL.PP. del 14 settembre 1939) - Stemma concesso nel 1936 |                        |
|        | Trani D'azzurro, al drago di verde con le ali aperte, le zampe d'oro, con la coda attorcigliata, desinente in dardo e volta all'insù; sostenente la torre d'argento, murata di nero, merlata alla ghibellina di quattro; il drago poggiante la zampa sinistra sulla collina di verde, fondata in punta e afferrante con la zampa destra, posta in fascia, la testa e il collo di toro, posto in tre quarti, d'argento; sotto lo scudo, su lista bifida svolazzante d'azzurro, il motto, in lettere maiuscole di nero, FORTIS FEROX FERTILIS” D.P.R. dell'8 settembre 2000 Descrizione araldica dello stemma precedentemente in uso: D'azzurro al drago, al naturale, sostenuto da un monticello erboso, pure al naturale, pontuto sopra una torre d'argento; il drago tenente con la branca destra una testa di toro, al naturale. Motto: "Fortis Ferox Fertilis". Gli ornamenti sono di città D. del 13 luglio 1914 Gonfalone: Drappo di bianco bordato d'azzurro... |                        |
|        | Trinitapoli D'azzurro, alla banda di argento, accompagnata, in capo, dall'occhio nel triangolo raggiante, d'oro, simbolo della SS. Trinità, in punta da una torre fondata sugli scogli, merlata alla ghibellina, il tutto di argento, banderuolata di rosso, col drappo carico di una croce ottagona, di Malta, d'argento R.D. del 15 luglio 1900, RR.LL.PP. del 5 settembre 1900 Gonfalone: drappo di colore bianco riccamente ornato di ricami d'oro e caricato dello stemma del Comune con l'iscrizione centrata in oro "Comune di Trinitapoli". Le parti di metallo ed i nastri saranno dorati. L'asta verticale sarà ricoperta di velluto bianco con bullette dorate poste a spirale. Nella faccia sarà rappresentato lo stemma del Comune e sul gambo inciso il nome. Cravatta e nastri colorati dei colori nazionali frangiati di oro R.D. del 23 luglio 1937, RR.LL.PP. del 15 febbraio 1945 |                        |